# Contumyces brunneolilacinus
Contumyces brunneolilacinus är en svampart som först beskrevs av Contu, Bon & Curreli, och fick sitt nu gällande namn av Redhead, Moncalvo, Vilgalys & Lutzoni 2002. Contumyces brunneolilacinus ingår i släktet Contumyces, klassen Agaricomycetes, divisionen basidiesvampar och riket svampar.   Inga underarter finns listade i Catalogue of Life.